# Stadtbad Braunschweig
Die Stadtbad Braunschweig Sport und Freizeit GmbH ist ein Bäderbetreiber in Braunschweig. Sie betreibt zwei Hallen- und drei Freibäder sowie ein Freizeitbad.
Gesellschafterinnen sind die Stadt Braunschweig Beteiligungs-GmbH mit 94,9 % sowie die Stadt Braunschweig mit 5,1 %.

## Geschichte
Das Unternehmen wurde am 8. November 1932 als Stadtbad Braunschweig GmbH gegründet, um das neu errichtete Stadtbad zu betreiben. 1983 erfolgte die Umfirmierung in Stadtbad Braunschweig Sport und Freizeit GmbH.

## Bäder

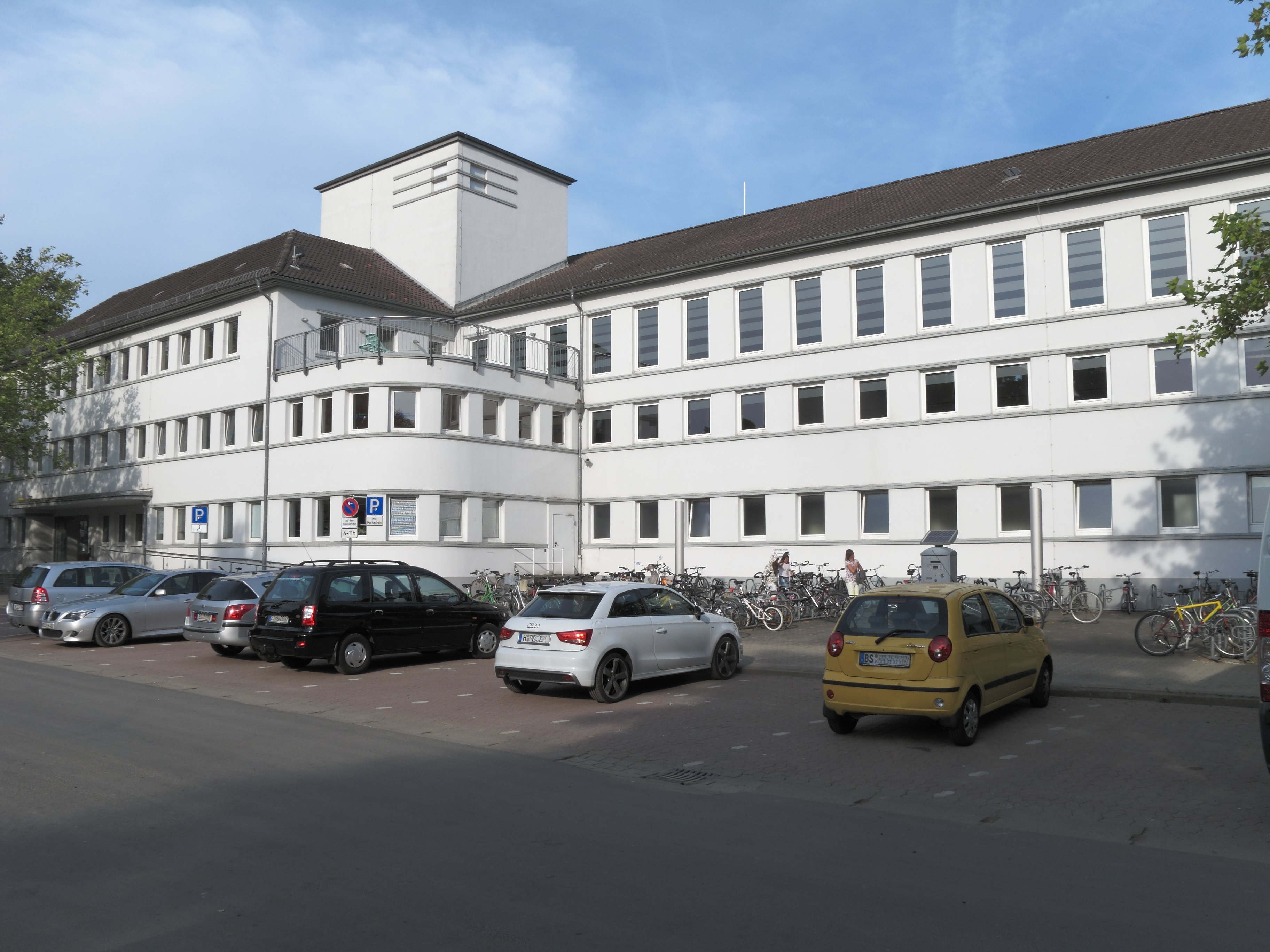
BürgerBadePark
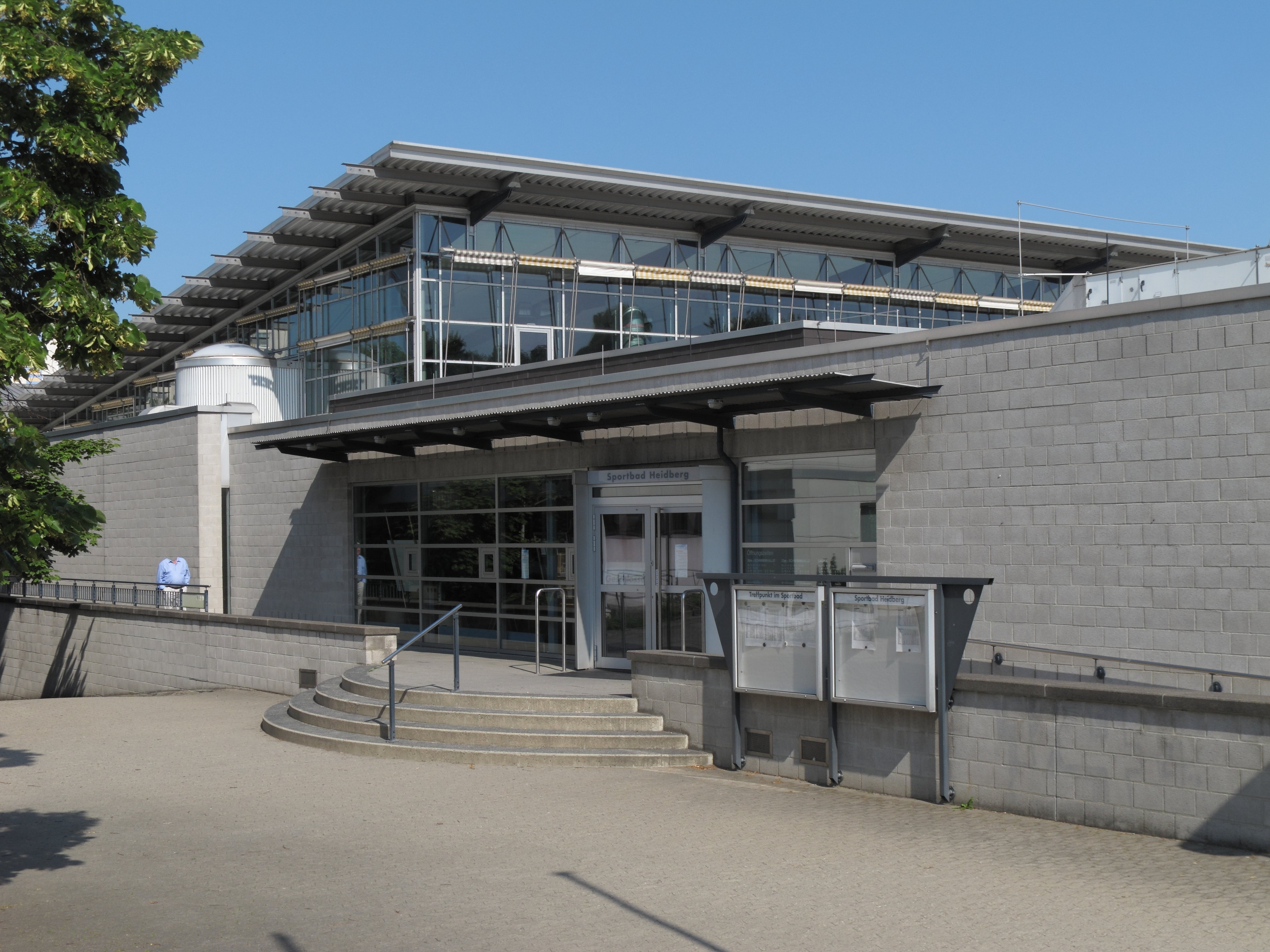
Sportbad Heidberg
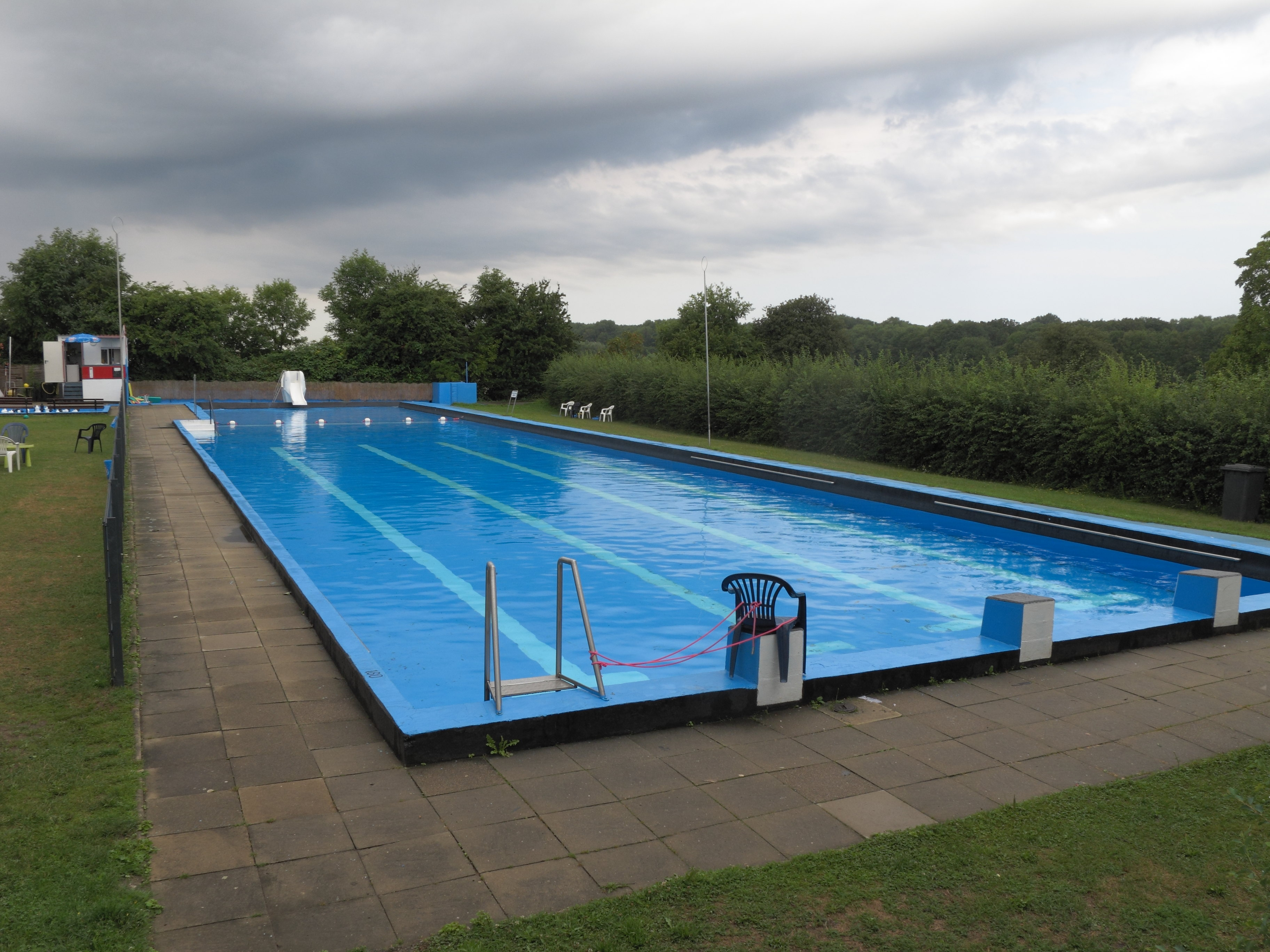
Freibad Waggum
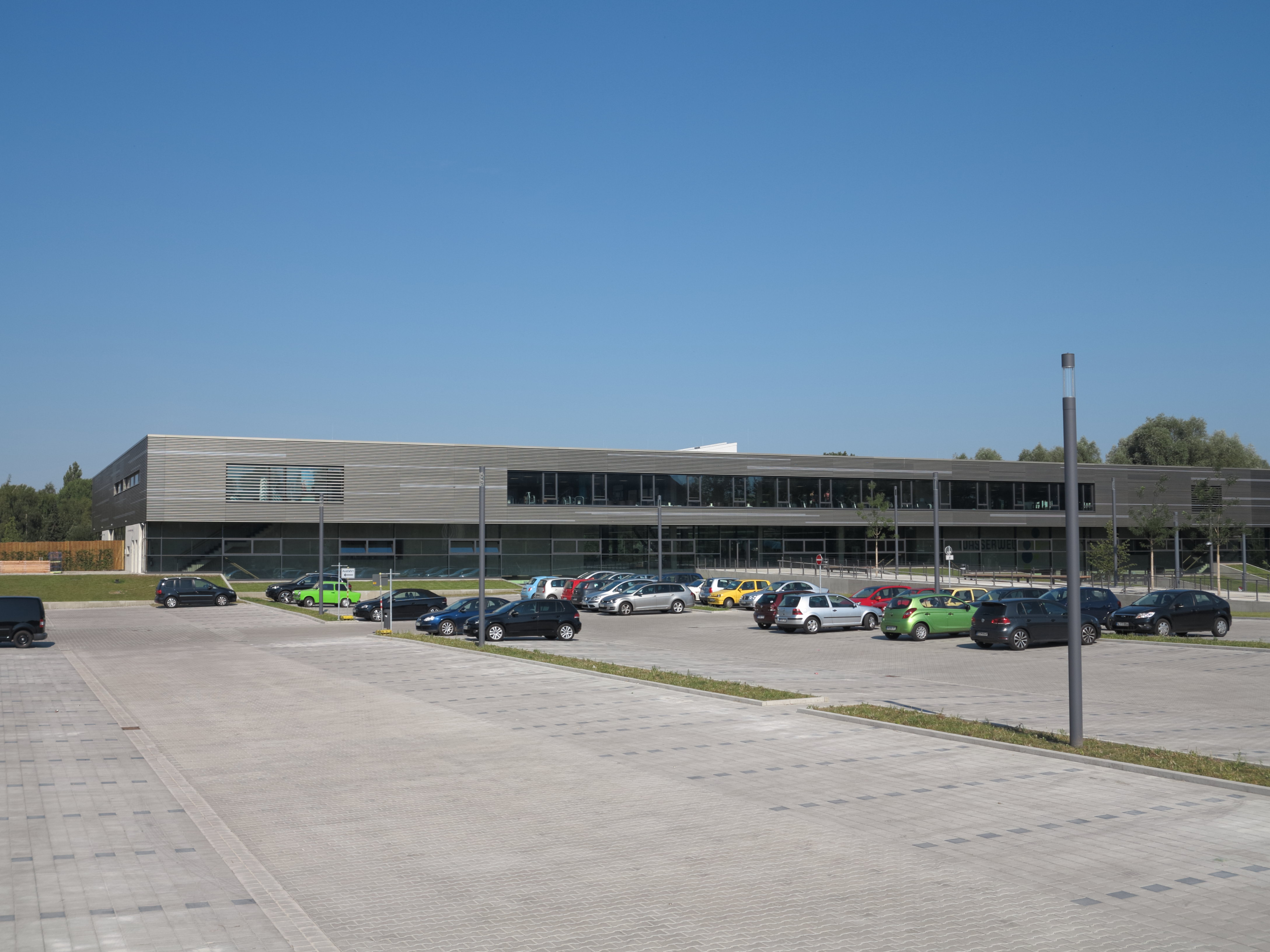
Wasserwelt
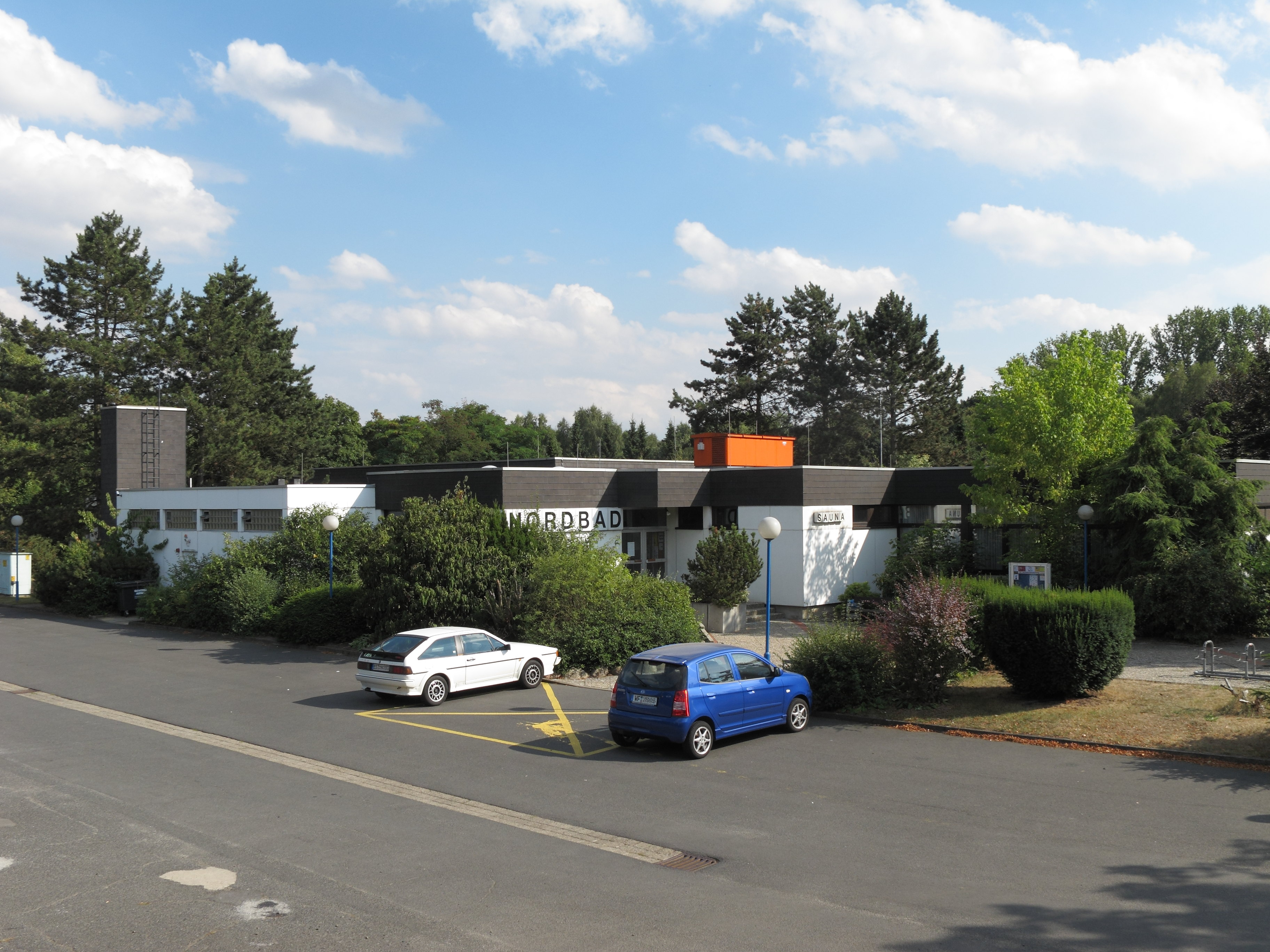
Nordbad
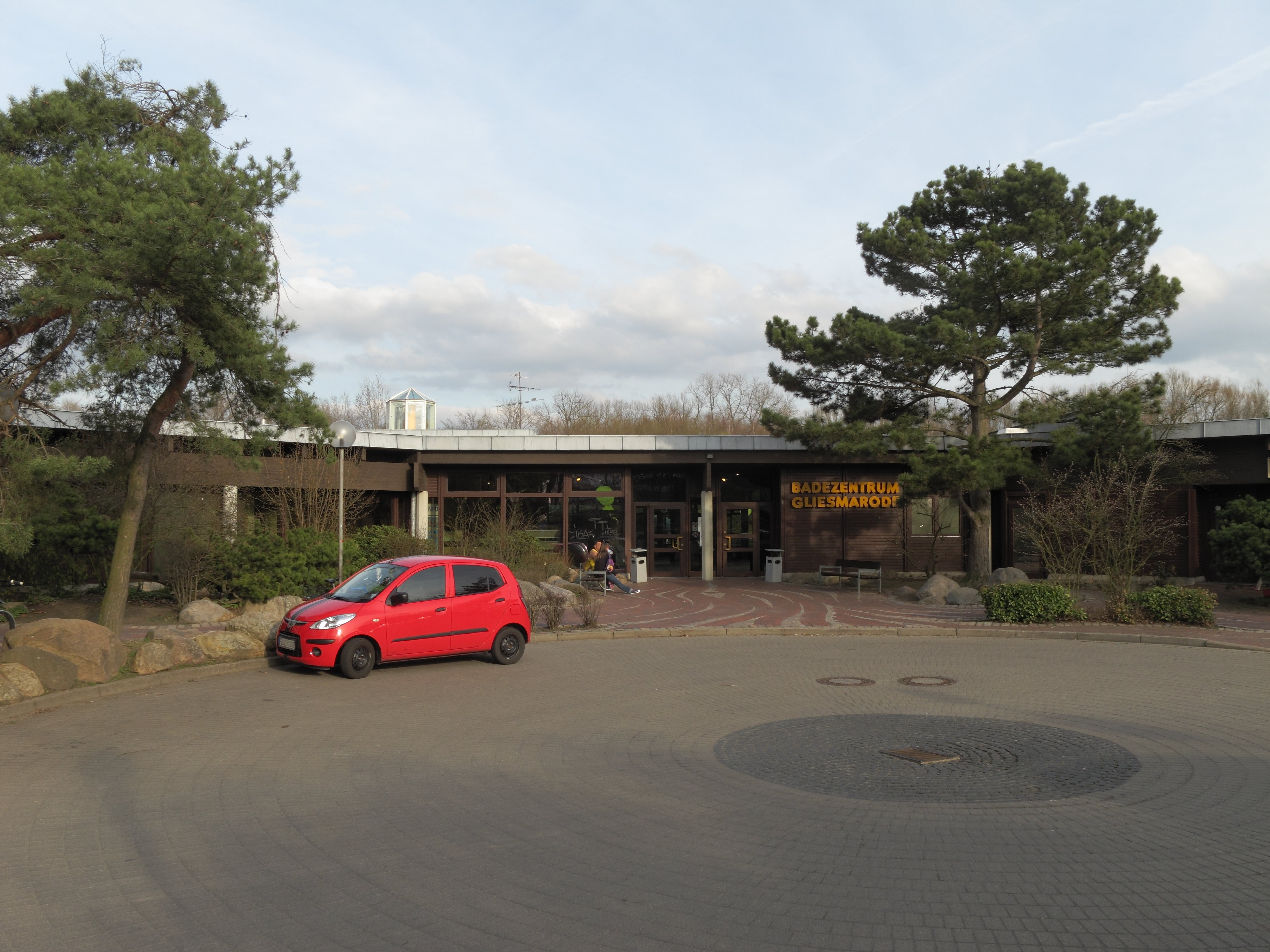
Badezentrum Gliesmarode
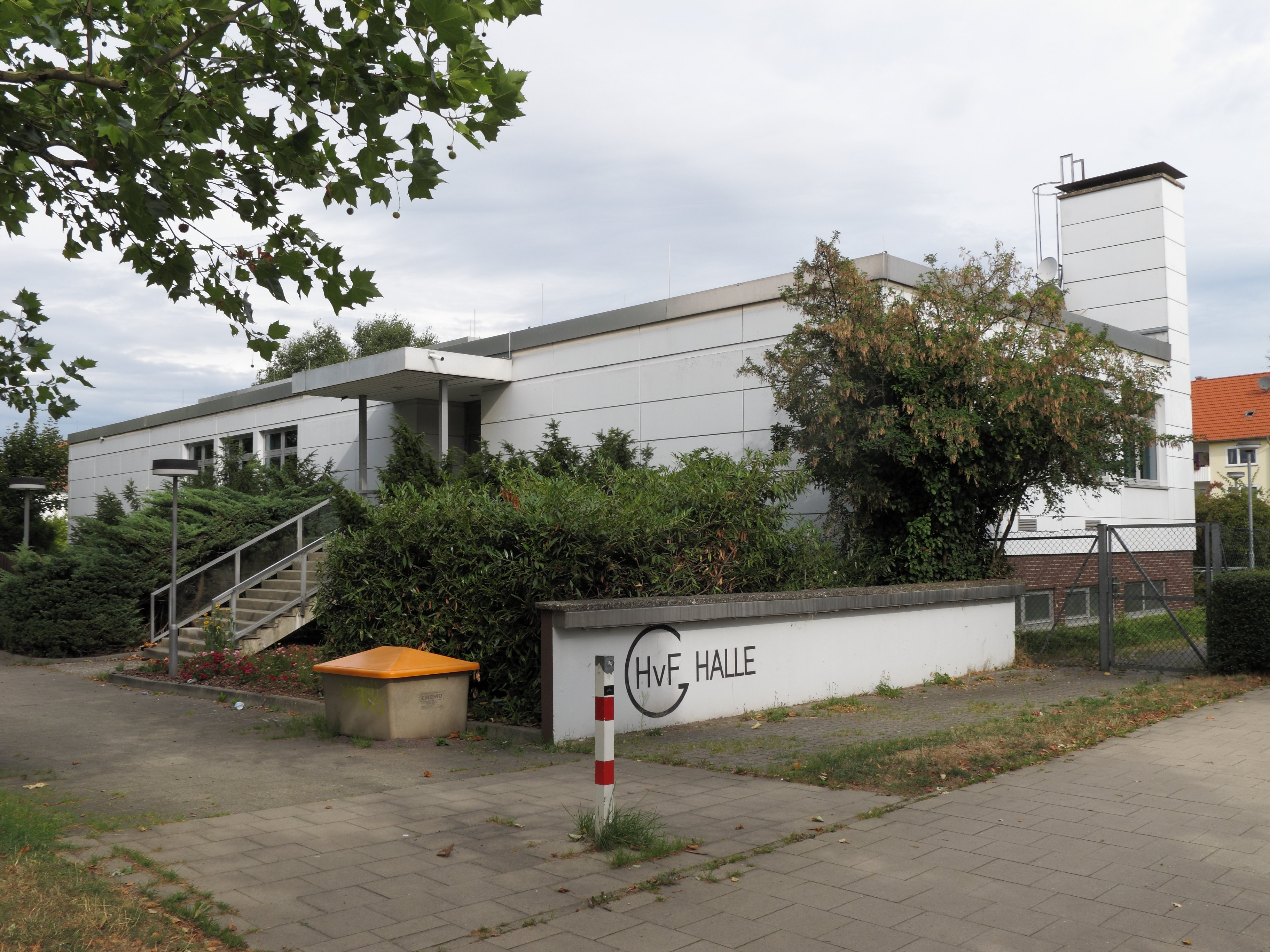
Sackringbad
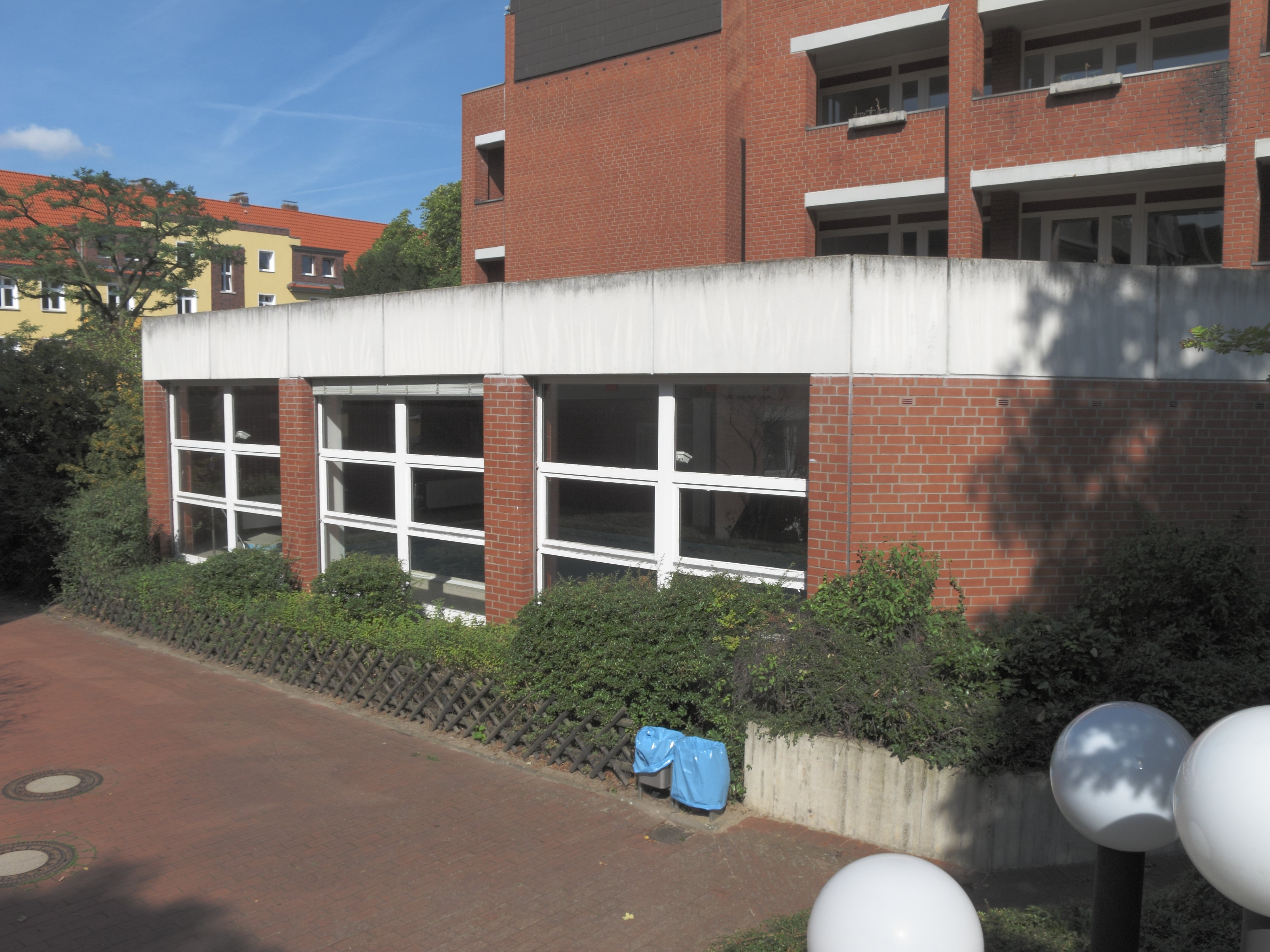
Bewegungsbad Korfesstraße
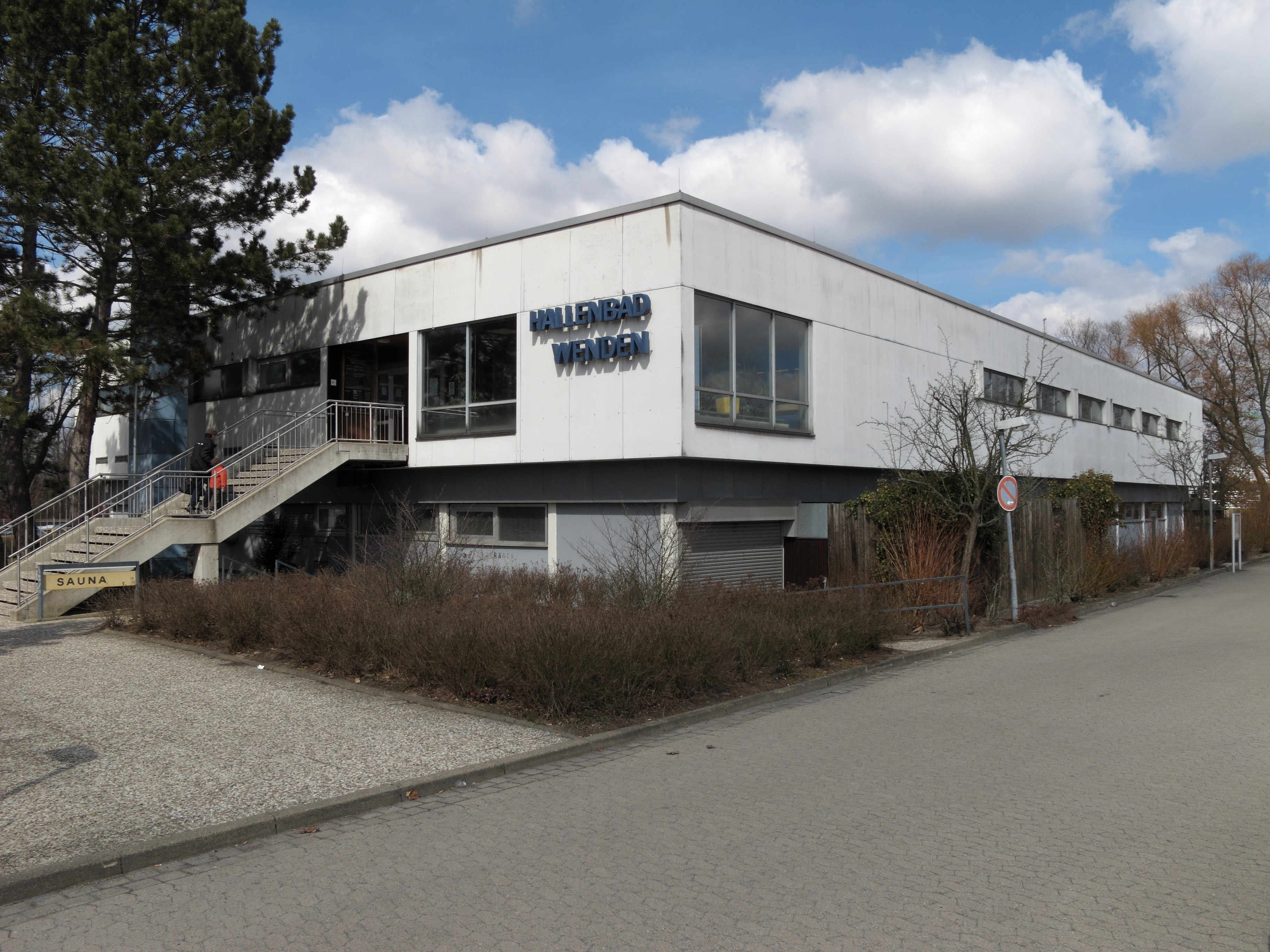
Wenden Hallenbad

### Hallenbäder

#### Hallenbad BürgerBadePark
Das Hallenbad wurde 1932 als „Stadtbad“ erbaut und ersetzte das alte Stadtbad am Friedrich-Wilhelm-Platz. Seine Einweihung erfolgte am 3. Dezember 1932. Nach Beschädigungen im Krieg wurde es ab 1946 wieder hergerichtet. 1998 erfolgte ein Umbau.

#### Sportbad Heidberg
Das Heidbergbad wurde 1973 mit 25-Meter-Schwimmerbecken, Nichtschwimmer- und Planschbecken sowie einer Wasseraufbereitungsanlage auf neuestem Entwicklungsstand erbaut. 1993 wurde das Bad zum Sportbad Heidberg erweitert und besteht heute aus einem 25-Meter-(4 Schwimmbahnen, erweiterbar auf 5 Schwimmbahnen)- und 50-Meter-(8 Schwimmbahnen)-Schwimmbecken mit einer Gesamtwasserfläche von ca. 1500 m². In den Jahren 2020/21 wurde der alte Hallenbadteil vollständig abgerissen und neu gebaut, nachdem sich eine Sanierung der in die Jahre gekommenen Einrichtung als nicht wirtschaftlich herausstellte. Im Sportbad Heidberg finden regionale und überregionale Schwimmwettkämpfe sowie Wasserballspiele statt. In den Jahren 1996 und 2001 fanden hier die Deutschen Meisterschaften im Schwimmen statt.

### Freizeitbäder

#### Wasserwelt
Das Freizeitbad Wasserwelt Braunschweig wurde am 14. Juli 2014 eröffnet. Das Bad, das durch KSP Jürgen Engel Architekten entworfen wurde, ist für 500.000 Besucher jährlich ausgelegt.
Die Wasserfläche beträgt insgesamt 1059 m², davon 386 m² Freizeitbecken, 120 m² Aktivbecken, 112 m² Sprungbecken, 35 m² Planschbecken und 28 m² sonstige Becken. Das Sportbecken misst 378 m². Die zugehörige Saunalandschaft besitzt 5 Saunaräume (davon 2 außen und 1 Dampfsauna) sowie einen Badeteich mit 500 m2.
Im Zuge der Einrichtung dieses Bades wurden die Hallenbäder Wenden, Gliesmarode und Nordbad geschlossen.

### Freibäder

#### Freibad Bürgerpark
Dieses Bad wurde am 24. Juni 1950 eröffnet.

#### Freibad Raffteich
Das Raffteichbad wurde 1977 eröffnet. Es ist zwar nach einem Naturteich, dem Raffteich, benannt, geschwommen wird jedoch in Schwimmbecken. In den Anfangsjahren bis 1988 wurde das 50-m-Becken in den kalten Monaten mit einer Traglufthalle überspannt, um das Bad auch als Winterbad nutzen zu können. In dieser Zeit diente das Bad auch den Braunschweiger Wassersportvereinen als Trainingsstätte; heute übernimmt vor allem das Sportbad Heidberg diese Rolle. Im Raffteichbad finden neben dem Badebetrieb auch Musikveranstaltungen etc. statt.

#### Freibad Waggum
Das Freibad Waggum wurde in den 1960ern errichtet und kam, wie das Hallenbad Wenden 1974 durch Eingemeindung zur Stadtbad Braunschweig GmbH. Der Betrieb des Bades wird durch den Förderverein Schwimmbad Waggum e. V. unterstützt. Es bestanden Pläne, dieses Bad aus Wirtschaftlichkeitsgründen zu schließen, sobald die Wasserwelt fertiggestellt ist. Diese Pläne wurden allerdings nicht realisiert.

### Ehemalige Bäder

#### Badezentrum Gliesmarode
Das 1979 eröffnete Hallenbad besaß sechs Becken: Schwimmer-, Nichtschwimmer-, Wärme-, Plansch-, Außen- und Springerbecken. Darüber hinaus besaß es eine Sprunganlage, eine 96 m lange Wasserrutsche, eine Liegewiese, eine Sauna und ein Restaurant. Die gesamte Wasserfläche betrug 700 m2. Das Bad wurde zum 10. Juli 2014 zunächst geschlossen.
Ein privater Förderverein setzte sich für sein Fortbestehen ein. Der Unternehmer Friedrich Knapp übernahm das Badgelände von der Stadt zur Nutzung und investierte über sechs Millionen Euro. Am 23. Juni 2016 wurde das Bad zum Beginn der niedersächsischen Sommerferien wieder eröffnet.

#### Volksbrausebad Ferdinandstraße
Das Volksbrausebad Ferdinandstraße, auch „Volksbrausebad Wilhelmitorwall“, später „Volksbad“ in der Ferdinandstraße in Braunschweig wurde am 16. August 1890 als erstes Volksbad seiner Art in der Stadt eröffnet. Die öffentliche Badeanstalt wurde bis 1969 betrieben und ist heute ein Wohnhaus.

#### Stadtbad am Friedrich-Wilhelm-Platz
Wurde 1932 durch das Hallenbad BürgerBadePark ersetzt.

#### Nordbad
Das Nordbad wurde 1969 als sogenanntes „Europabad“ mit einem 25-Meter-Schwimmerbecken, eröffnet. Bei einem Europabad handelt es sich um ein Bad, das kostengünstig errichtet wurde. Dabei wurden Räume, in denen sich die Gäste längere Zeit aufhalten, aufwendiger gestaltet als die weniger wichtigen Räume. Die Grundsätze dazu wurden 1969 auf einem Seminar der Gruppe Sport des Europarates festgelegt. Es war das erste Europabad Deutschlands.
1986 wurde das Nordbad durch einen Anbau erweitert, der eine Sauna und das Vereinsheim des Schwimm-Sport-Clubs Germania 08 e. V. aufnahm. Zum 30. Juni 2014 wurde dieses Bad geschlossen.

#### Sackring Bad
Das Hallenbad Sackring wurde 1973, wie das Nordbad, als Europabad mit einem 25-Meter-Schwimmerbecken gebaut. Darüber hinaus besaß es Familienkabinen, eine Cafeteria und Freizeiträume. 1996 wurde es aus wirtschaftlichen Gründen geschlossen. Heute wird das Gebäude als Aula der Hoffmann-von-Fallersleben Schule genutzt.

#### Bewegungsbad Korfesstraße
Dieses Hallenbad wurde 1978 eröffnet und 2008 wieder geschlossen. Es stand der allgemeinen Öffentlichkeit nicht zur Verfügung, hier wurden lediglich Aquakurse und Babyschwimmkurse abgehalten. Das einzige Becken dieses Bades war nur 11 × 6 Meter groß und hatte eine konstante Wassertemperatur von 32 °C.

#### Kennelbad (anderer Betreiber)
Das Kennelbad ist ein Freibad mit einem Natursee mit Sandstrand. Der Badeteich und der Vorteich sind aus früheren Absetzteichen für die Braunschweiger Trinkwasserversorgung entstanden. Sie wurden 1883 aus dem damals bereits bestehenden Kennelteich abgeteilt und bis 1911 wurde das gereinigte Wasser zum Wasserwerk Bürgerpark geleitet. Noch heute wird der Vorteich als Reinigungsbecken für das Okerwasser eingesetzt, bevor es in den Badesee fließt.
Die Stadt Braunschweig übernahm 1935 das gesamte Kennelgelände. In den 1950er Jahren wurde ein Schwimmbecken mit Sprungturm errichtet, das ab 1969 mit vorgewärmten Wasser versorgt wurde. Das gesamte Bad kam 1969 zur Stadtbad Braunschweig GmbH. 2002 sollte es aus Kostengründen geschlossen werden, wurde jedoch dem Verein Kennel-Bad e. V. übergeben, der es bis heute betreibt.
Es liegt im Kennelgebiet nahe der Oker.

#### Hallenbad Wenden
Die Schwimmhalle entstand 1973 und kam 1974 im Rahmen einer Eingemeindung zur Stadtbad Braunschweig GmbH. Zum 31. März 2014 wurde es geschlossen. Auf dem Gelände soll ein neues Verwaltungsgebäude der Perschmann GmbH errichtet werden.